# Aeroportul Internațional Haifa
Aeroportul Internațional Haifa (IATA: HFA, ICAO: LLHA) este un aeroport din Haifa, Subdistrictul Haifa, Districtul Haifa, Israel ce deservește zona Haifa. Aeroportul a fost tranzitat în 2022 de 69.677 de pasageri. A fost numit după zona deservită.
Situat la o altitudine de 9 m, aeroportul dispune de 1 pistă. Este operat de Israel Airports Authority⁠(d).

## Infrastructură

### Piste
Aeroportul dispune de o singură pistă. Pista 16/34 are suprafața de asfalt și dimensiunile 1.318 m × 30 m. 